# Hôtel Ritz (Madrid)
Cet article concerne l'hôtel de Madrid. Pour l'hôtel parisien, voir Hôtel Ritz (Paris). Pour l'hôtel londonien, voir Hôtel Ritz (Londres).
Le Mandarin Oriental Ritz est un hôtel de Madrid de 158 chambres, situé sur la Plaza Canovas del Castillo près du musée du Prado.

## Historique
Commandé en 1906 par Alphonse XIII qu'embarrassait le manque d'établissements de luxe où recevoir les invités à son mariage, l’hôtel Ritz a la réputation d'être le palace le plus somptueux d’Espagne[réf. nécessaire].
C'est au Ritz, transformé en hôpital au début de la guerre civile, que le leader anarchiste Buenaventura Durruti meurt de ses blessures en 1936.
Mandarin Oriental Hotel Group s'associe à The Olayan Group pour racheter le 22 mai 2015, en joint-venture, l'hôtel Ritz pour un montant de 130 millions d'euros, à ses actionnaires précédents Belmond Spanish S.L.U. et Landis Inversiones, S.L.